# يرزي آدمسكي
يرزي آدمسكي (بالبولندية: Jerzy Adamski)‏ (14 مارس 1937 – 6 ديسمبر 2002) هو ملاكم بولندي راحل، مثّل بلاده في الألعاب الأولمبية الصيفية 1960 وحقق الميدالية الفضية في فئة وزن الريشة.

## روابط خارجية
يرزي آدمسكي على موقع اللجنة الأولمبية الدولية (الإنجليزية)
- يرزي آدمسكي على موقع أوليمبيديا (الإنجليزية)
- يرزي آدمسكي على موقع اللجنة الأولمبية البولندية (مؤرشف) (البولندية)